# 丹平路
丹平路（原称丹平公路）是深圳市龙岗区的南北向主干道，起点为丹竹头立交，经李朗至平湖的鹅公岭立交与东深公路，平湖大道相接，现为全路6.1公里，双向四车道的一级公路。原全路为 255省道的一部分，现已划到 220国道的末端一部分。公路始建于1958年，1992年重修，后随与之并线的丹平快速路修建而同时改造，丹平快速路2011年开通后，该公路也充当快速路辅道的作用。

## 里程
| 地名             | 原255省道里程（公里） | 220国道里程（公里） |
| 鹅公岭立交       | 65                    | 2578                |
| 白泥坑平湖南湾界 | 67.9                  | 2580.9              |
| 丹竹头           | 70                    | 2583                |
| 丹竹头立交       | 71.15                 | 2584.152（终点）    |